# Bohème
Ne doit pas être confondu avec la région de la Bohême.
Pour les articles homonymes, voir Bohème (homonymie).

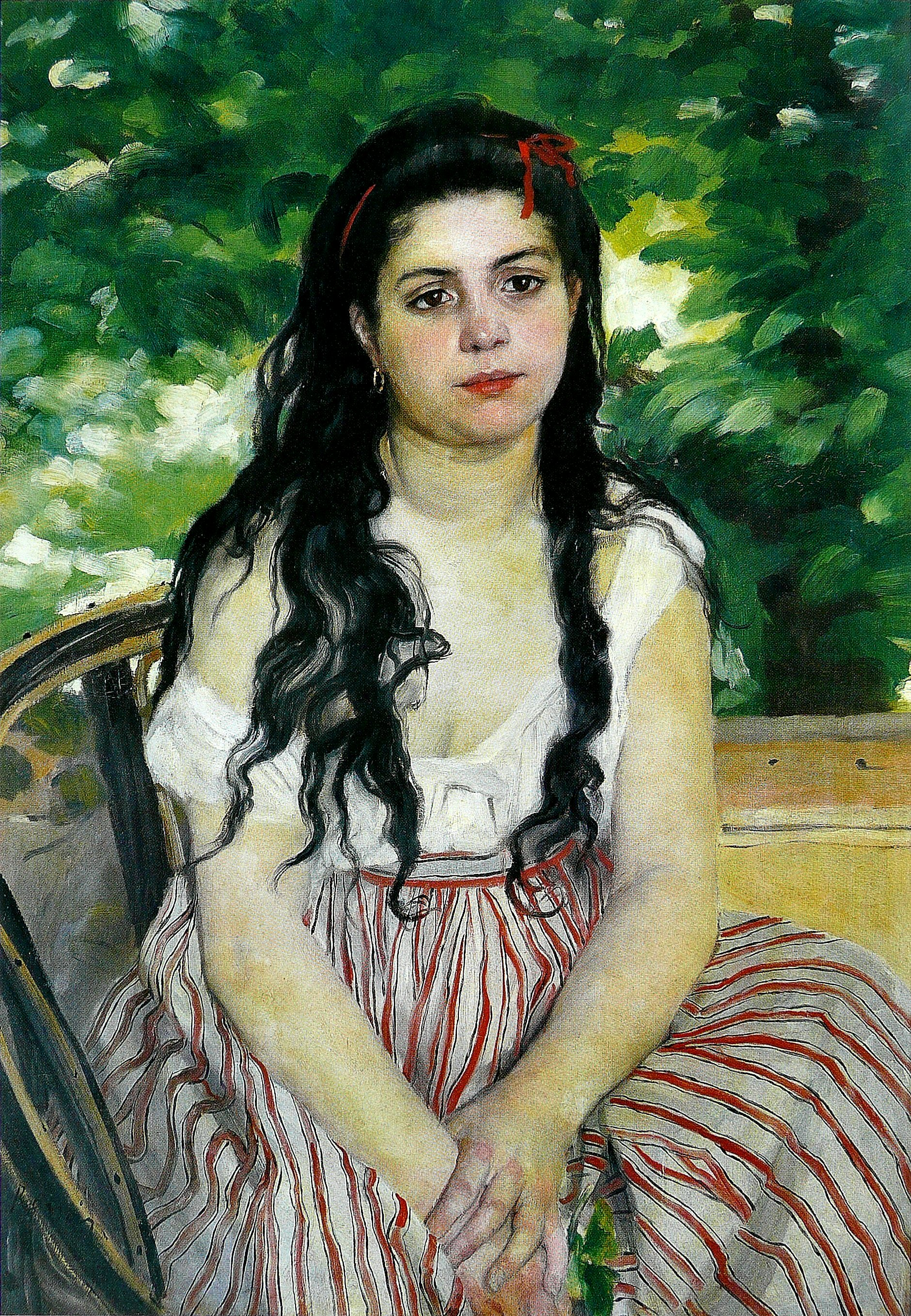
En été, la Bohémienne, œuvre d'Auguste Renoir peinte en 1868.

La bohème, ou vie de bohème, ou encore bohème littéraire et artistique ou bohémianisme correspond à un mouvement littéraire et artistique de la première moitié du XIXe siècle qui essaime en Occident, en marge du mouvement romantique : vu comme une contre-culture, il se manifeste alors par un style de vie qui allie pauvreté, rejet de la domination bourgeoise et de la société industrielle, et la recherche d'un idéal esthétique et politique.
Au départ péjorative, « mauvais genre » et moquée, la bohème littéraire et artistique, devenue un stéréotype, voire un cliché ou tout simplement un phénomène de mode, finit par caractériser toute une génération post-romantique, jusque dans les années 1880.
Selon certains critiques, la bohème serait chronologiquement indéfinissable, sociologiquement confuse, littérairement indécidable, et forme une catégorie fourre-tout, une construction à toutes fins utiles : si elle ne cesse de filer entre les doigts de l'historien, la bohème joue bel et bien un rôle de premier plan dans les représentations dont l'activité littéraire et artistique fait l'objet aux XIXe et XXe siècles,.

## Un stéréotype aux origines françaises

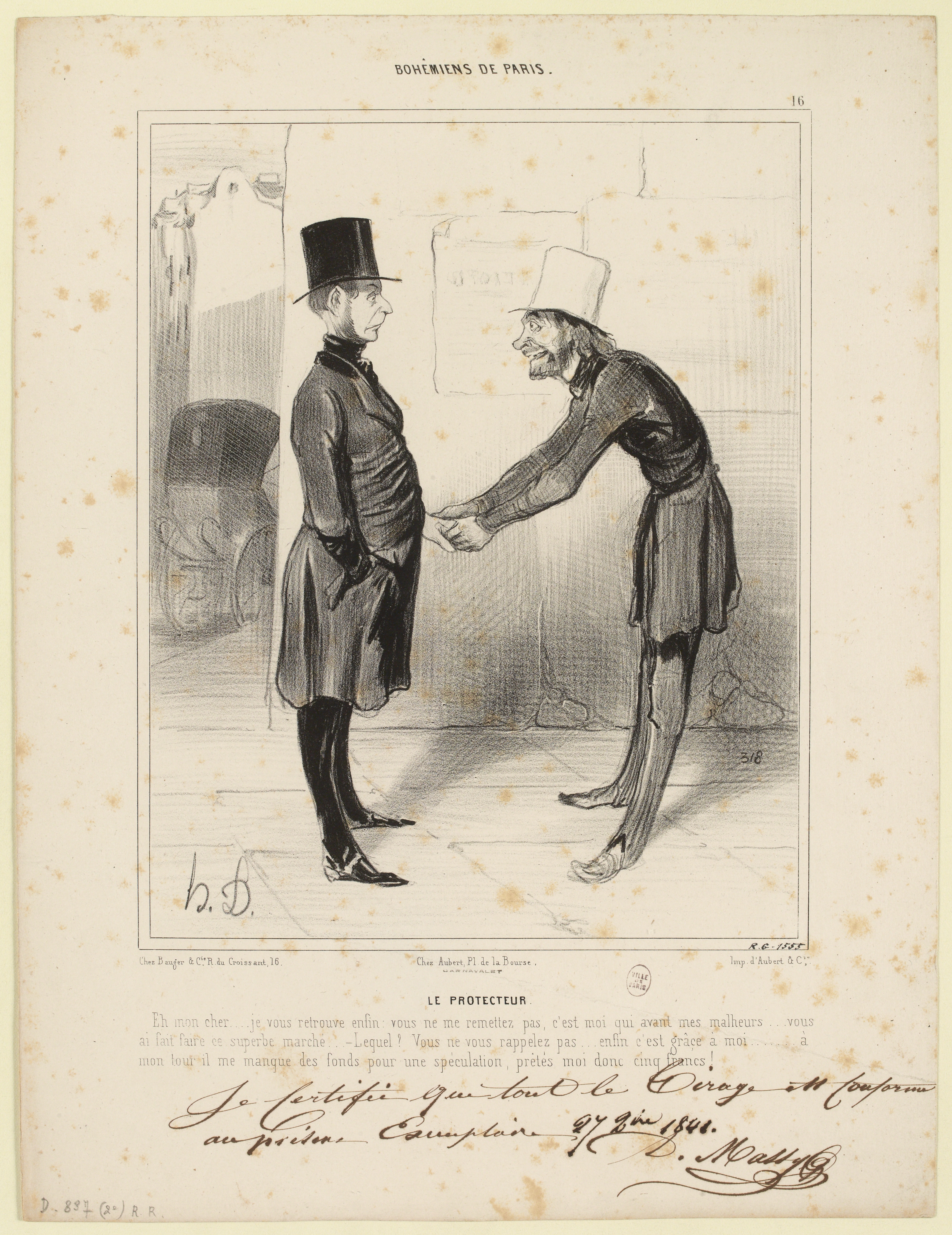
Honoré Daumier : Le Protecteur, lithographie tirée du recueil Les bohémiens de Paris (Aubert, 1842).

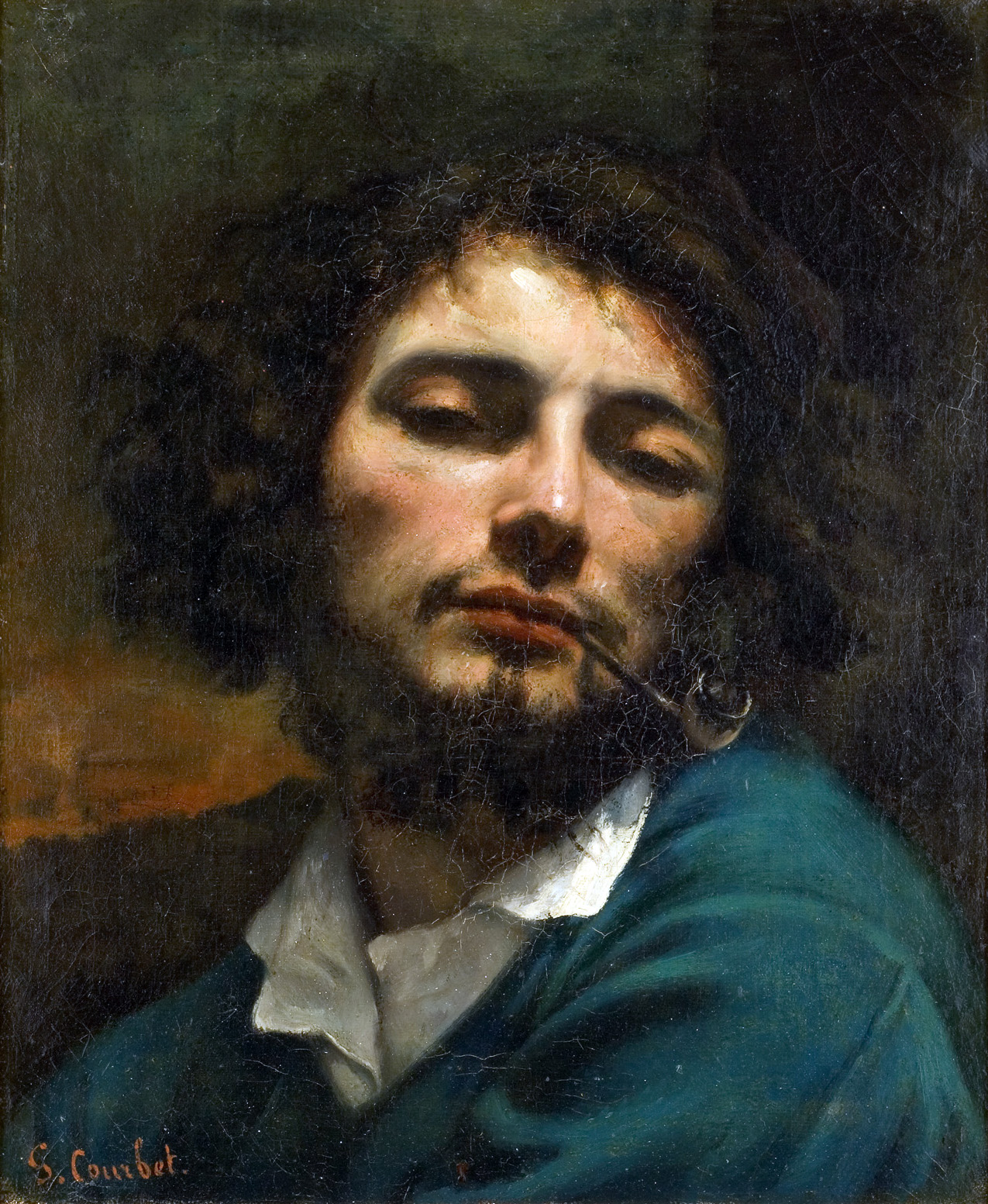
L'Homme à la pipe (1848), autoportrait de Gustave Courbet (musée Fabre).

L’apparition du mot « bohème » (ou « bohême »), en tant qu'épithète, remonte en France à 1659 chez Tallemant des Réaux. Il s’agissait de décrire un « homme qui mène une vie sans règle », en le comparant aux peuples nomades que l'on n'appelait pas encore tziganes ou roms, que l'on croyait venir de cette région, la Bohême, peuples que représenta entre autres Jacques Callot. En 1835, l'Académie française relève l'expression « mener une vie de bohème, vivre en (comme un) bohème », avec comme définition : « n'avoir ni feu ni lieu, vivre dans le vagabondage ». Cependant, l'expression « mener une vie de bohème » semble bien antérieure aux années louis-philippardes : elle est attachée au mode de vie des étudiants parisiens qui, depuis longtemps, dans la ligne des goliards, partaient sur les routes et écrivaient de la poésie. En 1983, Robert Darnton attire l'attention sur un ouvrage intitulé Les Bohêmiens écrit par le libraire-éditeur Antoine-Louis-Guillaume-Catherine Laporte (1746-1817) : publié en 1790 à Paris, il y met en scène des écrivains misérables.
L'expression « bohème littéraire » s'impose autour de 1842 dans Le Charivari sous forme de caricatures satiriques. Elle caractérise les candidats au succès littéraire qui déferlent alors dans Paris, au moment où le monde de l'édition et de la presse s'industrialisent. Mais de nombreux peintres, sculpteurs ou dessinateurs sont également du nombre. En avril 1843, Alexandre Privat d'Anglemont, alors inconnu, soumet à Eugène Sue, auteur installé, un projet de roman qu'il résume ainsi : « Ce serait la vie de misère de faim et de rage, de cette race intelligente, travailleuse, instruite, les existences problématiques de tous ces jeunes gens, qui ont eu les bras brisés par l’éducation de collège, qui n’ont pas d’état. Et à qui notre malheureuse civilisation n’a laissé que deux débouchés la potence ou l’hôpital. »
Vers 1840, Balzac, dans Un prince de la bohème écrit : « Ce mot de Bohème vous dit tout. La Bohème n’a rien et vit de tout ce qu’elle a. L’espérance est sa religion, la foi en soi-même est son code, la charité passe pour être son budget. Tous ces jeunes gens sont plus grands que leur malheur, au-dessous de la fortune mais au-dessus du destin,. » Mais cette bohème décrite par Balzac est celle d'une jeunesse dorée, exprimant par là une forme de dandysme décalée. Beaucoup plus proche de cette notion de « bohème artistico-littéraire », est, en revanche, son roman Illusions perdues, publié à partir de 1837. L'autrice souvent oubliée sur cette question reste George Sand : avec Lettres d'un voyageur, elle décrit, dès 1835, cet état des choses. 
Le roman qui exprimera au plus juste le déclassement dans lequel a sombré une partie de la jeunesse littéraire et artistique est celui de Henry Murger, intitulé Scènes de la vie de bohème, qui, publié en 1851, par son succès et sa postérité, forge un mythe. Ce texte est bâti à partir de l'expérience parisienne de Murger, du temps où il formait avec d'autres une sorte de faune, de clan, de cénacle, de phalanstère. Ces témoins de Murger sont les artistes Alexandre Schanne, François Tabar, Joseph Desbrosses, et les écrivains Charles Barbara, Jean Wallon et Marc Trapadoux. Murger doit son succès d'abord au contexte politique : après la révolution française de 1848, les salons artistiques et les théâtres s'ouvrent à cette génération. Murger va produire sur scène La Vie de Bohème en novembre 1849 au théâtre des Variétés, d'après ses feuilletons parus trois ans plus tôt dans Le Corsaire-Satan.
Leurs principaux lieux de rencontre sont dans le quartier latin de Paris. Mais d'autres groupes et lieux existent, qui à Montmartre, au Châtelet ou hors-barrière, manifestent des modes de vie peu ou prou similaires. Ainsi, la seconde génération romantique, celle de 1830, du Petit-Cénacle, des Bousingos ou du Doyenné, avec entre autres Théophile Gautier et Gérard de Nerval, a pu être qualifiée de « bohème ». Nerval lui-même l'écrit, en publiant La Bohème galante en 1852. Par ailleurs, la bohème ne constitue pas une classe sociale homogène, mais bien un milieu où se rencontrent des personnes de toutes origines, un milieu, vu comme une étape dans la formation de l'individu qui cherche à s'affranchir et à s'émanciper. La correspondance du jeune Gustave Courbet est en ceci exemplaire : elle témoigne des angoisses du jeune provincial arrivé à Paris et se heurtant pendant près de dix ans à l'insuccès mais parlant avec émotion de ses amis rencontrés dans des brasseries, avec lesquels il partage des valeurs, des idées, des goûts vestimentaires, des modes de vie proches.
Durant les années 1840, les lieux où s'expriment cette bohème sont les cafés — comme le Café Momus —, cabarets et brasseries, les ateliers d'artistes et les périodiques. Avec la charte de 1830, la presse retrouve une certaine forme de liberté et quantité de petites feuilles vont être publiées.
Durant l'exposition universelle de 1855 à Paris, est vendu un guide intitulé Paris-Bohème.

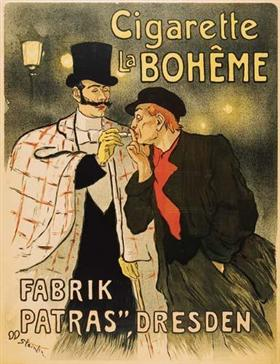
Cigarette La Bohême Fabrik Patras Dresden, affiche lithographiée de Steinlen (vers 1900).

C'est la mort de Murger en 1861 qui signe l'installation de la bohème comme posture et ses exégètes en forgent la mythologie. Du côté de Jules Vallès, la bohème prend une tournure politique, il y voit l'expression des réfractaires et des irréguliers. S'ensuivent des dizaines d'ouvrages, autant de souvenirs, de témoignages et de chroniques des temps passés, qui ravivent chez les lecteurs, une époque révolue. Durant le dernier tiers du XIXe siècle, Paul Verlaine incarne à lui seul une figure modernisée de la bohème, qu'il revitalise entre autres en inventant le concept de «poète maudit». Le Quartier latin se réapproprie la mythologie bohème, avec un groupe comme les Hydropathes. À Montmartre, le cabaret Le Chat noir en est un autre exemple.
En 1896, la création de l'opéra de Puccini, La Bohème, donne lieu à un succès international.

## La bohémianisme hors de France

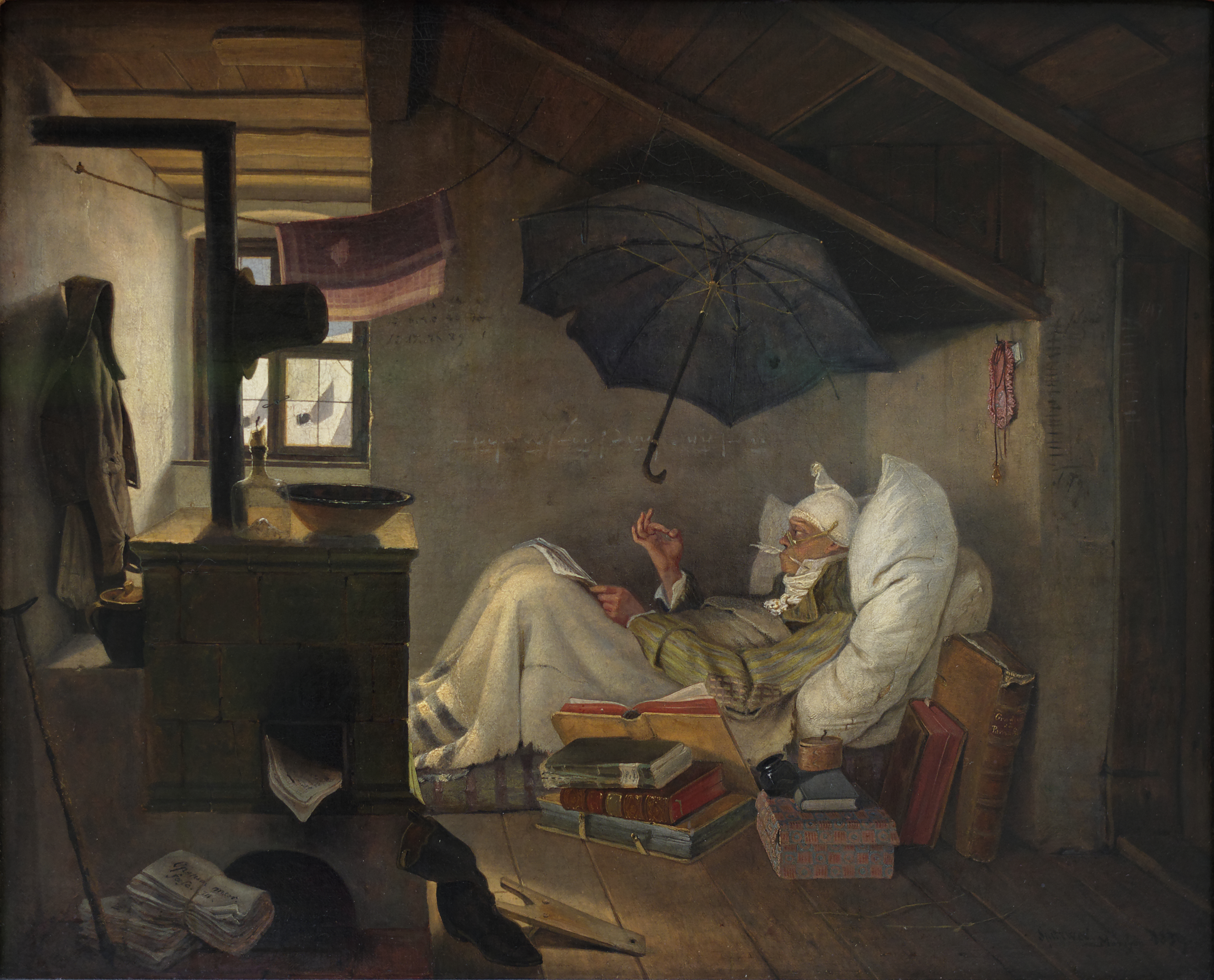
Carl Spitzweg, Le Pauvre Poète (1839), Munich, Neue Pinakothek.

### Allemagne
Le mot Bohème est employé en allemand depuis les années 1860 : il a été appliqué de façon rétroactive à des écrivains comme Heinrich Heine, E.T.A. Hoffmann, Max Stirner, Christian Dietrich Grabbe. Quand fut traduit le roman de Murger en allemand en 1851, le titre choisit fut Pariser Zigeunerleben. Depuis les années 1830, on qualifiait les poètes et écrivains en marge, de Literatur- und Kunstzigeunertum, de « gitan littéraire et artistique ».
Le topos, ancré dans le romantisme allemand, est déjà présent chez Goethe, dans son roman Les Années d'apprentissage de Wilhelm Meister : publié à partir de 1795, on y découvre que le jeune héros s’écarte de la voie à laquelle le destinait sa famille, renoncer à un certain statut social élevé, pour entrer dans une troupe de théâtre ambulante.

En 1851, Karl Marx donne une définition de la bohème dans son essai Le 18 Brumaire de Louis Bonaparte : 

« Sous le prétexte de fonder une société de bienfaisance, on avait organisé le lumpenprolétariat parisien en sections secrètes, mis à la tête de chacune d’entre elles des agents bonapartistes, la société elle-même étant dirigée par un général bonapartiste. A côté de « roués » ruinés, aux moyens d’existence douteux et d’origine également douteuse, d’aventuriers et de déchets corrompus de la bourgeoisie, on y trouvait des vagabonds, des soldats licenciés, des forçats sortis du bagne, des galériens en rupture de ban, des filous, des charlatans, des lazzaroni, des pickpockets, des escamoteurs, des joueurs, des souteneurs, des tenanciers de maisons publiques, des portefaix, des écrivassiers, des joueurs d’orgue, des chiffonniers, des rémouleurs, des rétameurs, des mendiants, bref, toute cette masse confuse, décomposée, flottante, que les Français appellent la bohème. »

### Angleterre

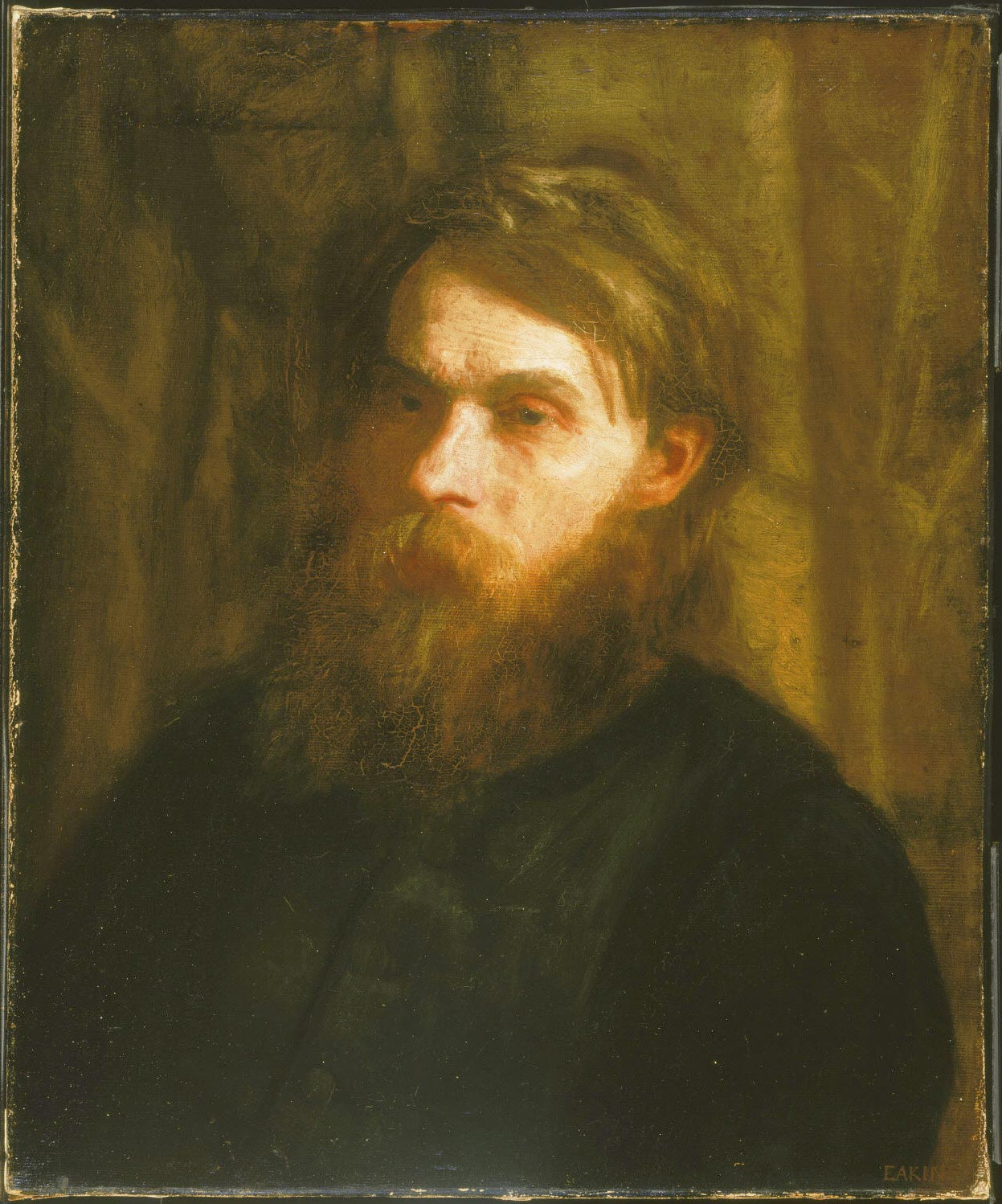
Thomas Eakins, The Bohemian (vers 1890), Philadelphia Museum of Art.

Le mot fut popularisé par William Makepeace Thackeray grâce au succès de son roman publié en 1848, La Foire aux vanités (Vanity Fair). Il fut ensuite remis à la mode par George du Maurier qui, avec son roman Trilby, met en scène trois artistes anglais expatriés se perdant dans le Paris de l'année 1850, noir et mystérieux. Un mouvement néo-bohémien émerge à Londres entre 1890 et 1910, avec des figures comme Aubrey Beardsley, Augustus John, Jacob Epstein, Wyndham Lewis, Alan Odle...

### États-Unis
À l'époque de la Guerre de Sécession, il semble qu'exista, selon Mark Twain, à New York une quinzaine de jeunes journalistes cultivés qui se qualifièrent de Bohemians, parmi lesquels on comptait Ada Clare, Walt Whitman et Adah Isaacs Menken. Originaire de San Francisco, le journaliste Bret Harte publient en 1867, ses Bohemian Papers. Peu de temps après, en 1872, est fondé le Bohemian Club.

### Italie
- Scapigliatura

### Scandinavie
- Bohème de Christiania (Oslo)

## Réappropriation auXXIesiècle
En France, depuis le début des années 2000, un nouveau concept est apparu, celui de bourgeois-bohème, reprenant, en le dénaturant, le mythe post-romantique de bohème. Abrégé dans la langue populaire en « bobo », ce syntagme tentait de définir un style de vie ayant l’apparence de la bohème, mais menée par des personnes n’ayant aucune difficulté financière. L'équivalent anglo-saxon est hipster. Ce phénomène est lié à la gentrification des quartiers populaires des grandes villes occidentales.

## Dans la culture classique et populaire
- Un prince de la bohème, nouvelle d'Honoré de Balzac, 1840.
- Scènes de la vie de bohème, le roman de Henry Murger, publié en 1851, qui après Balzac popularisa le mot et fut plus tard adapté en deux opéras et deux films.
- Manette Salomon, roman des Frères Goncourt, publié en 1867, qui plonge le lecteur dans la vie artistique parisienne en mettant en scène la décrépitude progressive de son héros à la suite de l'amour porté à sa modèle : Manette Solomon. Le roman met notamment en avant la vie d'un des personnages, Anatole, qui mène la vie de bohème dès la fin de la Monarchie de Juillet.
- Ma Bohème, poème d’Arthur Rimbaud, écrit en 1870.
- La Bohème, opéra en quatre tableaux de Giacomo Puccini, créé en 1896.
- La Bohème, opéra de Ruggero Leoncavallo, créé en 1897.
- La Vie de bohème, film français réalisé par Marcel L'Herbier en 1945.
- La Bohème, chanson de Charles Aznavour, 1966.
- La Vie de bohème, film de Aki Kaurismäki réalisé en 1992.
- La comédie musicale Rent est un exemple du mode de vie bohème au XXIe siècle. Une des chansons de la pièce s'appelle d'ailleurs La Vie Bohème.